# Пустошь (Новгородская область)
Пустошь — деревня в Старорусском районе Новгородской области. Входит в состав Наговского сельского поселения.
Расположена на южном берегу озера Ильмень, который представляет собой геологический памятник — Ильменский глинт. Через деревню протекает небольшая речка Саватейка.
Ближайшие населённые пункты — деревни Буреги, Ретлё, Коростынь, Ручьи.
В деревне есть три улицы:
- Левобережная
- Озёрная
- Правобережная

С южной стороны деревни проходит автодорога Р51 Шимск — Старая Русса.
До апреля 2010 года деревня входила в состав ныне упразднённого Бурегского сельского поселения.

## Население
| 2009 | 2010 |
| ---- | ---- |
| 42   | →42  |